# Rolf Liebermann

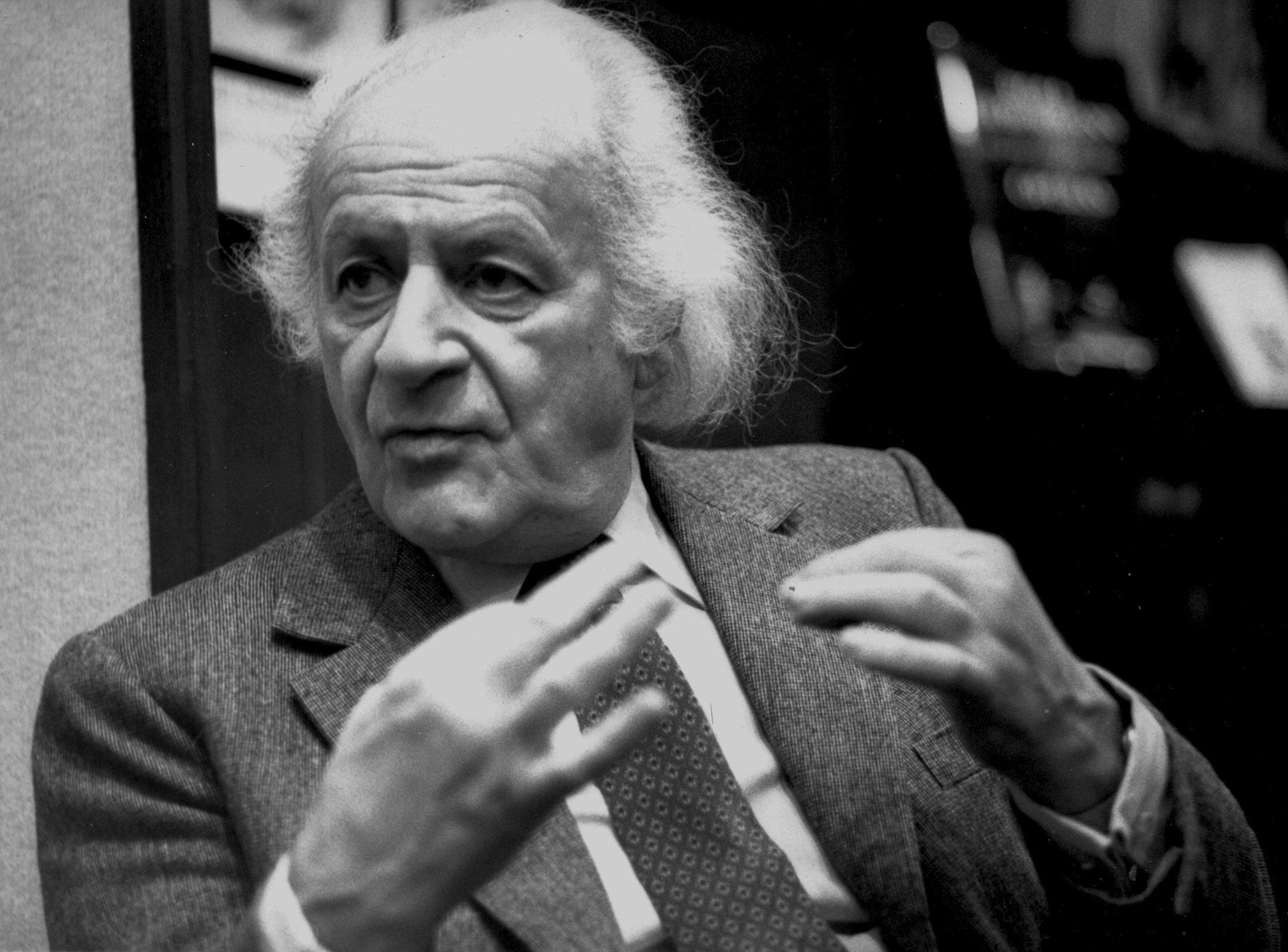
Rolf Liebermann, 1980

Rolf Liebermann (* 14. September 1910 in Zürich; † 2. Januar 1999 in Paris) war ein Schweizer Komponist. Er wirkte unter anderem als Intendant der Hamburgischen Staatsoper.

## Leben
Rolf Liebermann stammt als ein Ururenkel Josef Liebermanns aus der Berliner Familie Liebermann, der auch Georg Liebermann, der Maler und Grossonkel Max Liebermann, Felix Liebermann, Hans Liebermann, Emil Rathenau und Walther Rathenau angehörten. Sein Vater Franz Joseph Moritz Liebermann-Roßwiese (1872–1931), ein Rechtsanwalt und älterer Bruder des Pianisten Erich Liebermann-Roßwiese, lernte während eines Sanatoriumaufenthaltes in der Schweiz die Schweizer Bürgerin Lucie Lang kennen, heiratete sie und wurde selbst Schweizer. Ihr gemeinsamer Sohn Rolf Liebermann besuchte die Kantonsschule Trogen, erhielt in Zürich bis 1926 Musikunterricht am Privatkonservatorium von José Berr in der Mühlebachstrasse und studierte von 1929 bis 1932 – widerwillig – Jura an der Universität Zürich. Nach seinem Studium brachte er seine ersten Chanson-Kompositionen heraus und wirkte in verschiedenen Kabaretts mit.

Rolf Liebermann (links) und Paul Burkhard, Oktober 1951

Im Jahr 1936 belegte Liebermann einen Dirigierkurs bei Hermann Scherchen in Budapest und wurde 1937 sein Assistent beim Musica Viva-Orchester in Wien. Von 1938 bis 1940 leistete er seinen Militärdienst. 1940 begann er Komposition zu studieren und nahm Unterricht bei Wladimir Vogel.
Von 1945 bis 1950 war er Tonmeister bei Radio Zürich. Von 1950 bis 1957 leitete er die Orchesterabteilung der Schweizerischen Rundfunkgesellschaft SRG beim Landessender Beromünster. 1954 erhielt er einen Kompositionsauftrag zu einem Orchesterwerk von den Donaueschinger Musiktagen, schrieb zur Verblüffung aller sein Concerto for Jazzband and Symphony Orchestra und legte damit etwas vor, was man später mit dem Begriff Third Stream oder Crossover belegte.
Rolf Liebermann schuf eine Fülle von Kompositionen unterschiedlicher Couleur: vom politischen Lied (Liebermann stand politisch links) bis zur Oper, von der Klaviersonate bis zur Musik für Maschinen, vom Konzert bis zum Multimediaprojekt. 1955 und 1957 wirkte er als Juror bei den Weltmusiktagen der Internationalen Gesellschaft für Neue Musik (ISCM World Music Days). Liebermann war der erste Executive Supervisor des Eurovision Song Contests 1956 und 1957.
Nach dem Rücktritt von Harry Hermann Spitz war er von 1957 bis 1959 Leiter der Hauptabteilung Musik des Norddeutschen Rundfunks (NDR) in Hamburg.

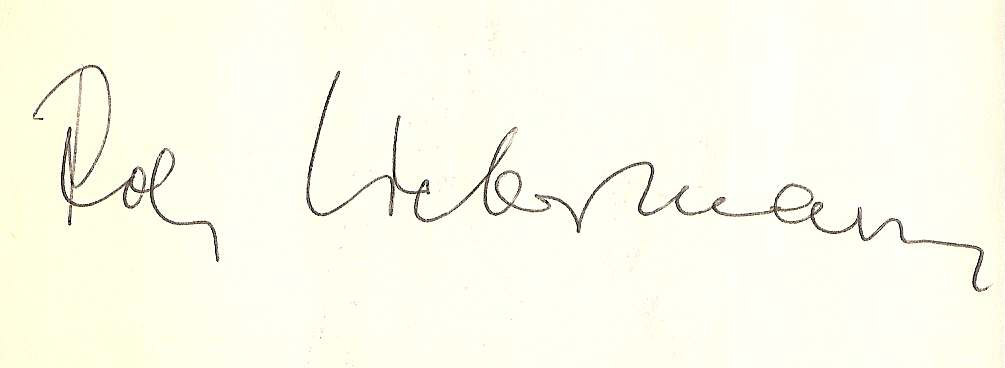
Autogramm R. Liebermann 1968

Von 1959 an war Liebermann vierzehn Jahre lang und nochmals von 1985 bis 1988 Intendant der Hamburgischen Staatsoper. Während seiner ersten Hamburger Intendanz liess er 24 Auftragswerke uraufführen, darunter Staatstheater von Mauricio Kagel, Die Teufel von Loudun von Krzysztof Penderecki, Der Prinz von Homburg von Hans Werner Henze und Hilfe, Hilfe, die Globolinks von Gian Carlo Menotti. In der Zeit von 1973 bis 1980 leitete Liebermann die Pariser Oper.
Im Jahr 1963 wurde Liebermann zum Honorarprofessor der Hochschule für Musik und Theater Hamburg ernannt und 1982 wurde er Gastprofessor am Mozarteum Salzburg. 1992 war er Jurymitglied beim Santander Paloma O’Shea Klavierwettbewerb.
In den 1930er-Jahren war Liebermann mit der Sängerin Lale Andersen liiert, für die er um 1933 das Gedicht Der Sauerampfer von Joachim Ringelnatz vertonte. Liebermann war Vorbild für die Figur des Robert Mendelson in Andersens autobiografischem Roman und im Film Lili Marleen von Rainer Werner Fassbinder (1981).
Rolf Liebermann war von 1950 bis zur Scheidung im Jahr 1978 mit Gioconda Liebermann, geborene Schmid, verheiratet. Aus dieser Ehe ging der Sohn Franz-Alwin Liebermann hervor. Von 1985 bis zu seinem Tod war Rolf Liebermann mit der französischen Fernsehjournalistin Hélène Vida (1938–2015) verheiratet. Beide verkehrten in Helmut Schmidts Freitagsgesellschaft. Rolf Liebermann war Rotarier.
Im Jahr 2010 erschien zu seinem 100. Geburtstag der Dokumentarfilm Rolf Liebermann – Musiker von Mürra Zabel, die seit 1966 an der Hamburger Oper seine Sekretärin gewesen war.

## Werke

### Kompositionen
- 1943 Polyphone Studien für Kammerorchester
- 1944 Une des fins du monde, Kantate für Bariton und Orchester nach Jean Giraudoux
- 1945
  - Chinesische Liebeslieder für hohe Stimme, Harfe und Streichorchester nach Übertragungen von Klabund
  - Furioso für grosses Orchester (1947 UA in Darmstadt[7])
- 1946 Bühnenmusiken zu Giraudoux’ Irre von Chaillot und zum Basler Festspiel Das neue Land von Albert Ehrismann
- 1947 Suite über 6 schweizerische Volkslieder für Orchester
- 1948 Musique für Sprecher und Orchester nach Charles Baudelaire und Paul Verlaine
- 1949 Sinfonie Nr. 1 Chinesisches Lied, dramatische Szene für Alt, Tenor und Klavier
- 1950 Streitlied zwischen Leben und Tod, Kantate für Soli, Chor und Orchester
- 1951 Sonate für Klavier
- 1952 Leonore 40/45, Opera semiseria, Libretto von Heinrich Strobel (UA in der Oper Basel)
- 1954
  - Penelope, Opera semiseria, Libretto von Heinrich Strobel (UA bei den Salzburger Festspielen)
  - Concerto for Jazzband and Symphony Orchestra (UA in Donaueschingen)
- 1955 Die Schule der Frauen, Opera buffa, Libretto von Heinrich Strobel nach Molière (UA Louisville/Kentucky USA, Europäische Erstaufführung 1957 bei den Salzburger Festspielen)
- 1958 Geigy Festival Concerto für Basler Trommel und Orchester
- 1959 Capriccio für Sopran, Violine und Orchester
- 1964 Concert des Echanges für Maschinen (Auftrag der Schweizerischen Landesausstellung in Lausanne)
- 1966 Musique pour Clavecin
- 1981 Essai 81 für Violoncello und Klavier
- 1983 Liaison für Violoncello, Klavier und Orchester
- 1984 Ferdinand, Parabel für Sprecher und Instrumente
- 1987 La Forêt, Oper, Libretto von Hélène Vida nach Aleksandr Ostrovskij (UA in Genf)
- 1988 Herings-Quintett; Cosmopolitan Greetings, multimediales Projekt in Zusammenarbeit mit Allen Ginsberg, George Gruntz und Robert Wilson (UA Hamburgische Staatsoper auf Kampnagel)
- 1989 Medea-Monolog, Kantate für Sopran, Frauenchor und grosses Orchester, auf ein Gedicht von Ursula Haas (UA 1990 Philharmonisches Staatsorchester Hamburg)
- 1990 3x1=CH+X, Auftragswerk zur 700-Jahr-Feier der schweizerischen Eidgenossenschaft
- 1992 Freispruch für Medea, Oper, Libretto von Ursula Haas (UA 1995 Hamburgische Staatsoper)
- 1994 Enigma für grosses Orchester (UA 1995 Philharmonisches Staatsorchester Hamburg)
- 1994/95 Concerto für Violine und Orchester
- 1995 Klavierkonzert (Auftragswerk des NDR)
- 1996 Die Schlesischen Weber (Heinrich Heine) für Kammerchor und Klavierquintett
- 1997 Variationen über ein Appenzeller Thema für fünf Instrumente
- 1998 Mouvance für neun Schlagzeuger und Klavier

### Buchveröffentlichungen
- 1976 Actes et entr’actes
  - 1977 in deutscher Übersetzung unter dem Titel Opernjahre
- 1980 En passant par Paris. Operas
  - 1981 in deutscher Übersetzung unter dem Titel Und jedermann erwartet sich ein Fest

### Filme
- 1965 (zusammen mit Richard Leacock) Géza Anda – Pianist, Dirigent, Pädagoge. Ein Arbeitsbericht. (Schweiz 1965)
- 1965 (zusammen mit Richard Leacock) Igor Strawinsky – Portrait eines Komponisten
- 1966 (zusammen mit Richard Leacock) Paul Burkhard – Ein Porträt.

## Auszeichnungen
- Conrad-Ferdinand-Meyer-Preis (1949)[8]
- Medaille für Kunst und Wissenschaft der Freien und Hansestadt Hamburg (1970)
- Hans Reinhart-Ring (1971)
- Grosses Bundesverdienstkreuz (1974)
- Grosses Bundesverdienstkreuz mit Stern (1986)
- Ehren-Schleusenwärter (1987)
- Ehrendoktor der Universität Bern
- Ehrendoktor der Universität Spokane (USA) (1957)
- Musikpreis der Stadt Zürich (1957)
- Preis der Philharmonischen Gesellschaft Bremen (1958)
- Mozartpreis der Stadt Bremen
- Conrad-Ferdinand-Meyer-Preis (1947)
- Commandeur de l’Ordre des Arts et des Lettres
- Commandeur de l’Ordre de la Légion d’Honneur (Ehrenlegion der Republik Frankreich, 1974)
- Namenspreis der Hamburger Körber-Stiftung
- ausserordentliche Mitgliedschaft der Akademie der Künste Berlin
- Premio Lorenzo il Magnifico (1991)
- Silbernes Blatt der Dramatiker Union (1969)
- Hermann-Voss-Kulturpreis (1985)

## Rolf-Liebermann-Studio
Das Rolf-Liebermann-Studio des Norddeutschen Rundfunks wurde zu Ehren des ehemaligen Leiters der Hauptabteilung Musik des NDR nach ihm benannt.

## Dokumentarfilm
- Mürra Zabel – Rolf Liebermann – Musiker, 2010.[9][10]